# John C. Houbolt
John C. Houbolt (Altoona, Iowa, 10 de abril de 1919 – Scarborough, Maine, 15 de abril de 2014) fue ingeniero de la NASA que trabajó como especialista de estructuras de aeronaves para el Centro de Investigaciones Langley de la NASA.
Después de que el presidente de Estados Unidos John F. Kennedy anunciara en 1961 su decisión de poner un hombre en la Luna, Houbolt fue una parte fundamental en el logro de dicha tarea al desarrollar el método de encuentro en órbita lunar para el Programa Apolo.
Su revolucionaria idea consistía en solucionar el problema del rendezvous (encuentro) en el espacio entre dos naves, sean éstas satélites o naves de transporte. Su primera presentación fue ante una conferencia de ingenieros en abril de 1960. En ese trabajo, Houbolt teorizaba sobre la preocupación de lograr un encuentro suave entre dos naves en órbita. Aunque en aquella oportunidad Houbolt no se refería específicamente a una misión lunar, ya la había considerado con anterioridad.
En los meses siguientes, Houbolt siguió desarrollando su idea ante diferentes reuniones en la NASA destinadas a la evaluación de distintos conceptos sobre el Programa Apolo.

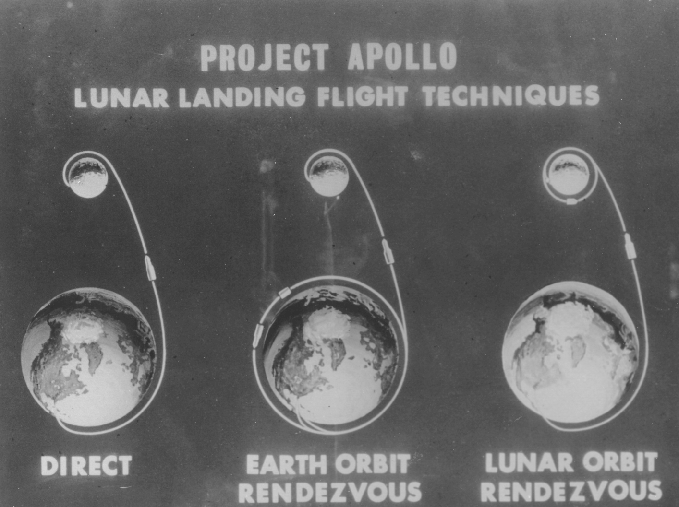
La ilustración muestra las tres posibilidades de vuelo para llegar a la Luna.

El encuentro en órbita lunar, recortaría los gastos gracias a que el cohete propulsor no necesitaría grandes cantidades de combustible para propulsar a la nave hasta y desde la Luna, por tal motivo, Houbolt estaba convencido de que éste era el adecuado, si bien nunca se había hecho antes, sobre todo considerando que un reencuentro entre naves realizado a la distancia de la Luna tenía que ser perfecto, de otra manera, se podía incurrir en un error fatal. La idea del reencuentro en órbita lunar fue, por este motivo, rechazada de plano y fue la causa de arduas discusiones dentro de la NASA.
La primera oportunidad que tuvo Houbolt de hacer llegar su idea a alguien de la plana mayor, fue cuando conoció al Administrador Asociado de la NASA Robert Seamans que en septiembre de 1960 visitó al Centro de Investigación Langley y se mostró interesado en el concepto de Houbolt.
El concepto de encuentro en órbita lunar (Lunar Orbit Rendezvous, LOR) puede ser resumido en tres partes:
1. Sólo un módulo especialmente diseñado (el módulo de excursión lunar, LEM) bajaría a la superficie de la Luna.
2. Sólo una sección del LEM, la "etapa de ascenso" regresaría a acoplarse con el módulo de mando y servicio, CSM, ya en órbita lunar.
3. Sólo el módulo de mando con su escudo térmico de protección  regresaría a la Tierra.

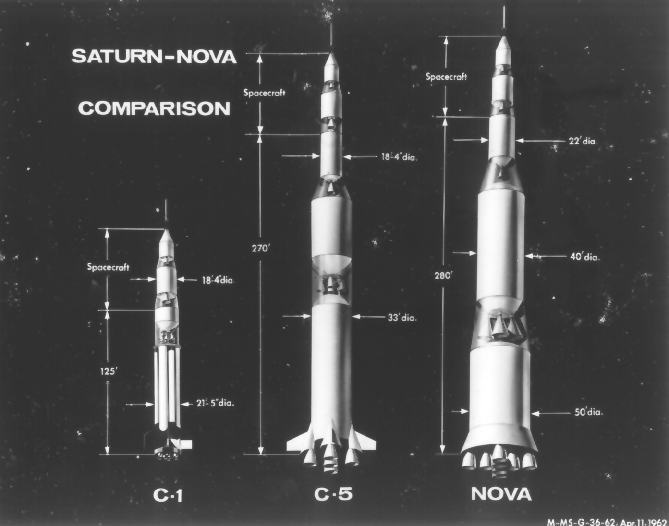
Comparación del cohete NOVA con las dos versiones del Saturno.

Hasta entonces, la propuesta estipulada por otros era el viaje directo con la ayuda de un enorme cohete llamado NOVA, lo cual implicaba mayores gastos y complicaciones operativas; el otro proyecto era el de encuentro en órbita terrestre (Erth Orbit Rendezvous, EOR). Con el EOR, se requería el cohete NOVA para llegar a la Luna directamente y después volver a la Tierra a través del acoplamiento con otra nave en órbita.
Las prácticas posteriores llevadas a cabo por la NASA demostraron los beneficios del LOR, por lo que la propuesta de Houbolt fue aceptada. Gracias a Houbolt los Estados Unidos vencieron a los soviéticos en la carrera espacial, cuando el 20 de julio de 1969 Neil Armstrong piso la superficie lunar por vez primera, en el Apolo 11. En 1973 la NASA reconoció el importante aporte de Houbolt otorgándole la Medalla por Logro Científico Excepcional.
Houbolt dejó la NASA en 1963 y se dedicó a trabajar para el sector privado, sin embargo, en 1976 regresó a Langley hasta retirarse definitivamente en 1985.